# Блитово
Блитово — деревня в Бережковском сельском поселении Волховского района Ленинградской области.

## История
Деревня Блитова упоминается на карте Санкт-Петербургской губернии А. М. Вильбрехта 1792 года.
На карте Санкт-Петербургской губернии Ф. Ф. Шуберта 1834 года обозначена деревня Блитова, состоящая из 24 крестьянских дворов, близ деревни протекал ручей Заважской.

БЛИТОВ — деревня принадлежит Казённому ведомству, число жителей по ревизии: 48 м. п., 52 ж. п. (1838 год)

Как деревня Блитова из 24 дворов она отмечена на карте Ф. Ф. Шуберта 1844 года.

БЛИТОВО — деревня Ведомства государственного имущества, по просёлочной дороге, число дворов — 30, число душ — 55 м. п. (1856 год)

БЛИТОВА — деревня казённая при колодце, число дворов — 32, число жителей: 100 м. п., 114 ж. п.; Часовня православная. (1862 год)

В конце XIX века деревня административно относилась к Городищенской волости 2-го стана Новоладожского уезда Санкт-Петербургской губернии, в начале XX века — 1-го стана.
По данным «Памятной книжки Санкт-Петербургской губернии» за 1905 год деревня Блитова входила в Прусынское сельское общество.
Согласно военно-топографической карте Петроградской и Новгородской губерний издания 1915 года и карте Петербургской губернии издания 1922 года деревня называлась Блитова.
С 1917 по 1922 год деревня Блитово входила в состав Прусыно-Горского сельсовета Городищенской волости Новоладожского уезда.
С 1922 года в составе Пролетарской волости.
Согласно данным переписи населения СССР 1926 года в деревне Блитово проживали 209 человек — все русские.
С 1927 года в составе Волховского района.
В 1928 году население деревни Блитово также составляло 209 человек.
По данным 1933 года деревня Блитово входила в состав Прусыно-Горского сельсовета Волховского района.

План деревни Блитово. 1941 год

Согласно топографической карте РККА 1941 года деревня насчитывала 40 дворов. В деревне находилась ветряная мельница.
В 1958 году население деревни Блитово составляло 127 человек.
По данным 1966, 1977 и 1990 годов деревня Блитово также входила в состав Прусыногорского сельсовета.
В 1997 году в деревне Блитово Бережковской волости проживали 10 человек, в 2002 году — 13 человек (русские — 92 %).
В 2007 году в деревне Блитово Бережковского СП — 2 человека.

## География
Деревня расположена в южной части района близ автодороги 41К-022 (Кириши — Городище — Волхов).
Расстояние до административного центра поселения — 8 км. Расстояние до ближайшей железнодорожной станции Теребочево — 8 км.
К югу от деревни протекает ручей Заовражский, к западу — реки Прусыня и Волхов.

## Демография
| 1838 | 1862 | 1997 | 2002 | 2007 | 2010 | 2017 |
| ---- | ---- | ---- | ---- | ---- | ---- | ---- |
| 100  | ↗214 | ↘10  | ↗13  | ↘2   | ↗7   | ↗8   |

### Национальный состав
Согласно данным Всероссийской переписи населения 2021 года в деревне проживали 5 человек, все русские.